# Franz H. Michael
Franz Henry Michael (geboren 10. März 1907 in Freiburg im Breisgau; gestorben 1. August 1992 in Carmel-by-the-Sea) war ein deutsch-US-amerikanischer Sinologe.

## Leben
Franz Heinrich Michael war ein Sohn des Historikers Wolfgang Michael und der Lehrerin Else Wehrenpfennig (1871–1952), eine Tochter des Politikers Wilhelm Wehrenpfennig. Sein Bruder Wolfgang Friedrich Michael (1909–1994) wurde nach der Vertreibung aus dem Deutschen Reich Germanist an der University of Texas at Austin, sein Bruder Walter Pius Michael (1913–1985) Wirtschaftswissenschaftler in Columbus (Ohio), er hatte eine Schwester. Franz Michael studierte ab 1925 Rechtswissenschaften und Geschichte in Freiburg, Hamburg und in Berlin und Sinologie mit einem Diplomabschluss 1930 am Seminar für Orientalische Sprachen. Nach dem Ersten Juristischen Staatsexamen absolvierte er von 1931 bis 1933 das Rechtsreferendariat im Land Baden. Michael trat 1933 als Attaché in den Auswärtigen Dienst ein, wurde aber nach der Machtübergabe an die Nationalsozialisten im selben Jahr aus rassistischen Gründen entlassen. Er wurde 1933 in Freiburg mit einer völkerrechtlichen Dissertation über die chinesisch-japanischen Rechtsbeziehungen in der Mandschurei promoviert. Er heiratete Anita Goldschmidt, sie hatten zwei Kinder, nach der Scheidung heiratete er 1966 die US-Amerikanerin Dolores Taylor.
Michael emigrierte 1934 mit seiner Frau nach China und schlug sich als Sprachlehrer an der Zhejiang-Universität in Hangzhou durch. Nach Ausbruch des Zweiten Japanisch-Chinesischen Kriegs 1937 floh er im Gefolge der chinesischen Regierung weiter ins Inland. Michael ging 1939 in die USA, wo er zunächst als Forschungsassistent an der Johns Hopkins University Beschäftigung fand. Nach dem Kriegseintritt der USA wurde er 1942 für die US-Army Leiter eines Sprachprogramms für asiatische Sprachen an der University of Washington in Seattle und Professor für Chinesische Geschichte und Politik an der Universität. 1964 wechselte er als Professor für asiatische Geschichte und Leiter des „Institute for Sino-Soviet Studies“ an die George Washington University.

## Schriften (Auswahl)

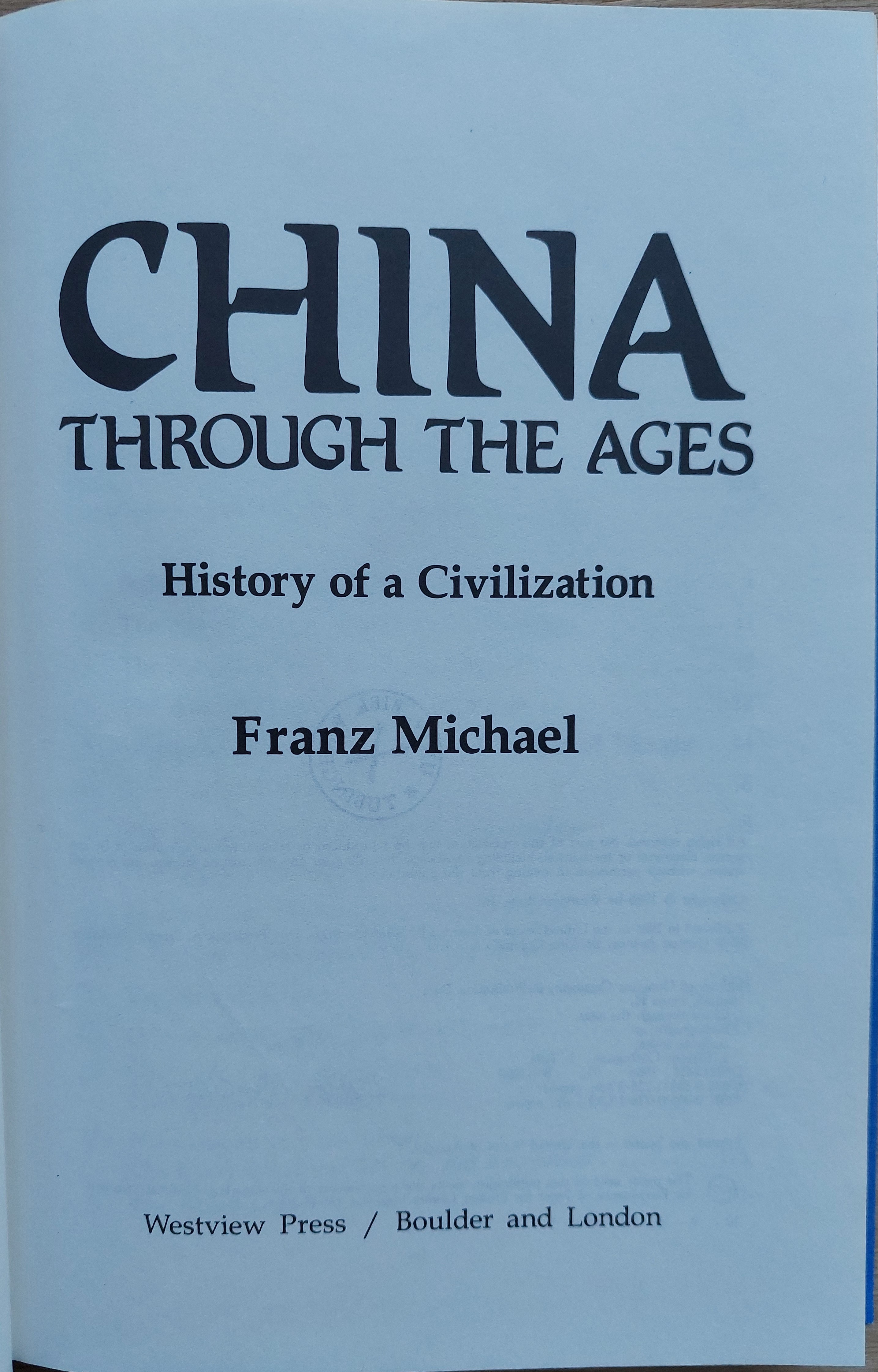
China through the Ages (1986)

- Der Streit um die Mandschurei : die chinesisch-japanischen Rechtsbeziehungen in den "drei östlichen Provinzen" Chinas vor Ausbruch des Konfliktes im September 1931. Leipzig : Noske, 1933
- The Origin of Manchu Rule in China; Frontier and Bureaucracy as Interacting Forces in the Chinese Empire. Baltimore: Johns Hopkins Press, 1942
- George E. Taylor; Franz H. Michael: The Far East in the Modern World. New York: Holt, 1956
- The Taiping Rebellion; History and Documents. 3 Bände. Seattle: University of Washington Press, 1966
- Gaston Joseph Sigur; Franz H. Michael: The Asian Alliance: Japan and United States Policy. New York: National Strategy Information Center, 1972
- George E. Taylor; Franz H. Michael: The Far East in the Modern World. Hinsdale, Illinois: Dryden Press, 1975
- Mao and the Perpetual Revolution : An Illuminating Study of Mao Tse-Tung's Role in China and World Communism. Woodbury, N.Y.: Barron's, 1977
- Rule by Incarnation : Tibetan Buddhism and Its Role in Society and State. Boulder, Colo.: Westview Press, 1982
- John Franklin Copper; Yuan-li Wu; Franz H. Michael: Human Rights in Post-Mao China. Boulder, Colo.: Westview Press, 1985
- China through the Ages : History of a Civilization. Boulder: Westview Press, 1986
- China and the Crisis of Marxism-Leninism. Boulder: Westview Press, 1990